# 수송 단백질

Na^{+}-K^{+} 펌프의 메커니즘에 대한 개략적 설명. 연속적인 네 단계가 왼쪽에서부터 오른쪽으로 표시되어 있다. (1) 3개의 나트륨 이온이 세포 내부의 운반체로 들어간다. (2) 인산기는 ATP로부터 수송체로 첨가된다. 이로 인해 운반체가 내부에서 닫히고 외부에서 열리게 된다. 나트륨 이온은 외부로 운반된다. (3) 2개의 칼륨 이온이 외부에서 수송체로 들어간다. (4) 인산기가 떨어져 나가고, 운반체는 내부로 열리고 칼륨 이온이 내부로 운반된다.

수송 단백질(輸送蛋白質, 영어: transport protein)은 생물체 내에서 다른 물질들을 이동시키는 기능을 하는 단백질이다. 수송 단백질은 모든 생명체의 생장과 생명활동 유지에 필수적이다. 여러 종류의 수송 단백질들이 존재한다.
수송 단백질은 생체막을 가로질러 이온, 저분자, 다른 단백질과 같은 거대분자의 이동에 관여하는 단백질이다. 수송 단백질은 내재성 막 단백질이며 막 내부에 걸쳐 존재하고 물질을 운반한다. 수송 단백질은 촉진 확산 및 능동 수송을 통해 물질을 이동시킨다. 이러한 이동 메커니즘을 운반체 매개 수송이라고 한다. 각각의 수송 단백질은 하나의 물질 또는 매우 유사한 물질들의 한 가지 작용기만을 인식하도록 되어 있다. 연구에 따르면 특정 수송 단백질의 결함은 특정 질병과 상관 관계가 있다. 막 수송 단백질(또는 간단히 수송체)는 그러한 운반체 역할을 하는 막 단백질이다.
소포 수송 단백질은 막관통 단백질 또는 막에 결합된 단백질이다. 소포 수송 단백질은 세포 내용물의 소포에 의한 움직임을 조절하거나 촉진한다.

## 같이 보기
- 단백질 접힘
- 용질 운반체 패밀리
- 신경전달물질 수송체